# Lesse, Moselle
Lesse là một xã trong vùng hành chính Lothringen, thuộc tỉnh Moselle, quận Château-Salins, tổng Delme. Tọa độ địa lý của xã là 48° 57' vĩ độ bắc, 06° 30' kinh độ đông. Lesse nằm trên độ cao trung bình là m mét trên mực nước biển, có điểm thấp nhất là 228 mét và điểm cao nhất là 355 mét. Xã có diện tích 8,44 km², dân số vào thời điểm 2004 là 204 người; mật độ dân số là 24,3 người/km². Lesse nằm về phía đông nam của Metz, thuộc Pháp từ năm 1661.